# Hanoi
Hanoi (in vietnamita Hà Nội; in scrittura Chữ Hán: 河内) è la capitale del Vietnam. Situata nel nord del Paese sulla riva destra del fiume Rosso e a circa 130 km dalla sua foce nel golfo del Tonchino, ha una popolazione di circa 8,3 milioni di abitanti nel 2023, che la rende la seconda città del Vietnam per numero di abitanti dopo la città di Ho Chi Minh, situata a 1760 km verso sud. Il paesaggio urbano di Hanoi è caratterizzato dalla presenza di numerosi laghi (come il centrale lago della Spada restituita) così come di diversi edifici religiosi, principalmente confuciani e taoisti (il Tempio della Letteratura ed il tempio Ngoc Son) ma anche cattolici (come la cattedrale di San Giuseppe). La sua città vecchia conta inoltre un gran numero di pagode buddiste.
Dal 1010 fino al 1802 Hanoi rimase il più importante centro politico del Vietnam, per poi essere eclissata da Hué, la capitale imperiale del Vietnam sotto la dinastia Nguyễn (1802-1945). Conquistata dai francesi nel 1873, tra il 1883 e il 1945 servì come centro amministrativo della colonia dell'Indocina francese. I francesi costruirono una moderna città europea a sud della città vecchia, creando ampi viali alberati su cui affacciavano chiese, teatri, edifici governativi e lussuose ville.
Dal 1940 al 1945 Hanoi, così come la maggior parte dell'Indocina francese e del sud-est asiatico, venne occupata dall'Impero giapponese. In seguito alla proclamazione, il 2 settembre 1945, della Repubblica democratica del Vietnam (il Vietnam del Nord) da parte di Ho Chi Minh, l'assemblea nazionale vietnamita deliberò, il 6 gennaio 1946, di rendere Hanoi la capitale del Paese. La città fu capitale del Vietnam del Nord dal 1954 al 1976, divenendo infine capitale di un Vietnam riunificato nel 1976, dopo la vittoria del Nord nella guerra del Vietnam. Nell'ottobre 2010 si sono svolti i festeggiamenti per celebrare i mille anni dalla sua fondazione.
Nel corso dell’intero XX secolo Hanoi ha conosciuto un’esplosione demografica ed un forte sviluppo economico che ne fanno al giorno d’oggi una metropoli emergente. Numerosi grattacieli vi sono stati edificati, tra cui la torre Keangnam (il più alto edificio del Vietnam fino al luglio 2018), mentre nel 2010 sono iniziati i lavori di costruzione della metropolitana. Centro universitario e culturale, Hanoi conta tra l’altro i principali musei del Paese, tra cui il Museo nazionale di storia vietnamita ed il museo di belle arti del Vietnam.

## Origine del nome
Il nome della città è cambiato innumerevoli volte nel corso dei secoli: Kecho, Dai La, Thang Long, Dong Kinh (dal cinese 東京 (dong jing), che vuol dire "capitale dell'Est"), latinizzato poi in Tonkin (da cui l'italiano Tonchino, oggi indicante la regione circostante Hanoi). Il nome Thăng Long è invece ancora oggi utilizzato in letteratura e in poesia per designare la città; esso significa "volo del drago", in opposizione a Ha Long ("discesa del drago"). Il nome attuale della città si scompone in hà ("corso d'acqua") e ņôi ("in mezzo"), pertanto Hanoi significherebbe "[la città] tra i corsi d'acqua".

## Storia
La cittadella di Cổ Loa nel distretto di Đông Anh fu la capitale del regno di Âu Lạc, fondata da An Dương Vương dopo la sua conquista di Văn Lang avvenuta nel 208 a.C. Nel 179 a.C. il regno di Âu Lạc venne annesso da Nanyue, dando inizio a più di un millennio di dominio cinese sulla regione. Verso la metà del V secolo d.C. la Dinastia Liu Song fece costruire un nuovo distretto (縣, huyện) nel centro di Hanoi, chiamato Songping (Tong Binh), poi diventato una comanderia (郡, quận), comprendente i quartieri di Yihuai (義懷) e Suining (綏寧) a sud del fiume rosso, gli attuali distretti di Từ Liêm e Hoài Đức) mentre il centro cittadino si trovava nella zona della città vecchia. Nel 679, durante la dinastia Tang, il nome della regione venne cambiato in Annan (sud pacificato) con Songpin come capitale.
Per scoraggiare e sconfiggere rivolte locali nella seconda metà dell'VIII secolo il viceré Zhang Boyi (張伯儀) costruì la cittadella di Luocheng (羅城) nell'attuale distretto di Ba Dinh. All'inizio del secolo successivo la cittadella venne ulteriormente fortificata e divenne nota come Jincheng (金城). Nell'863 forze del regno di Nanzhao assediarono la cittadella, uccidendo 150.000 abitanti. Nell'866 la città venne riconquistata dalle forze del governatore militare cinese Gao Pian che ne cambiò il nome in Daluocheng (大羅城), ulteriormente rinforzandone le difese. La città, di circa 400.000 abitanti divenne un importante centro commerciale della dinastia Tang, soprattutto dopo il saccheggio di Canton durante la rivolta di Huang Chao.
Nel 1010 l'imperatore Lý Thái Tổ, della dinastia Lý, spostò la capitale del Đại Việt nella zona della cittadella Đại La. Sostenendo di aver visto un drago che si alzava in volo dal fiume rosso, cambiò il nome della città in Thăng Long (昇龍, "dragone che si alza in volo”). La città rimase capitale del regno fino al 1397, quando venne trasferita a Thanh Hóa, allora nota come Tây Đô (西都), la "capitale occidentale". Thăng Long divenne quindi Đông Đô (東都), la "capitale orientale".
Nel 1408 la dinastia Minh attaccò ed occupò il Vietnam, rinominando la città Dongguan in cinese (東關), "porta orientale" o Đông Quan in sino-vietnamita. Nel 1428 i cinesi vennero sconfitti dai vietnamiti guidati da Lê Lợi, fondatore della dinastia Lê che cambiò in nome della città in Đông Kinh (東京), o Tonchino. Con la fine della dinastia Tây Sơn e l'espansione vietnamita verso sud la città divenne nota come Bắc Thành (北城) "cittadella del nord".
Nel 1802, la ristabilita Dinastia Nguyễn trasferì la capitale a Huế. Nel 1831 l'imperatore Minh Mang rinominò la città Hà Nội (河内, traducibile come "tra i fiumi"). Occupata dai francesi nel 1873, fu resa capitale dell'Indocina francese nel 1902; per marcare l'evento, nello stesso anno la città ospitò l'Esposizione internazionale di Hanoi. Nel 1940 venne occupata dall'esercito del Giappone, espulso poi nel 1945, quando Ho Chi Minh, leader del movimento indipendentista Viet Minh, proclamò ufficialmente l'indipendenza della Repubblica Democratica del Vietnam, il 2 settembre. Rioccupata dai colonialisti francesi nel 1946, fu riconquistata definitivamente nel 1954 alla fine della guerra d'Indocina, divenendo la capitale della Repubblica Democratica Popolare del Vietnam (Vietnam del Nord). Durante la guerra del Vietnam subì pesanti bombardamenti americani, che danneggiarono soprattutto ponti e ferrovie. Con la vittoria del nord e la riunificazione del Paese avvenuta nel 1976, Hanoi divenne ufficialmente la capitale del Vietnam.
Con le riforme economiche note come Doi Moi, approvate nel 1986, che avevano l'obiettivo di trasformare l'economia pianificata di stampo comunista in una "economia socialista orientata al mercato", il governo vietnamita e le istituzioni municipali iniziarono ad aprire la città ad investimenti internazionali. Dopo alcuni anni di scarsa attività la città entrò in un periodo di crescita accelerata, visibile anche nel numero di nuovi edifici commerciali e grattacieli in costruzione. Dopo un breve periodo di recessione dopo la crisi finanziaria asiatica del 1997, la città riprese a crescere velocemente.
Il 29 maggio 2008 venne approvata la creazione dell'area metropolitana di Hanoi: con effetto dal 1º agosto 2008 le provincie di Hà Tây e Vĩnh Phúc, il distretto di Mê Linh e quattro comuni del distretto di Lương Sơn vennero uniti per creare la nuova entità amministrativa, con un'area totale di 334.470 ettari e 29 suddivisioni interne. La popolazione dell'area metropolitana era 6.232.940, il triplo di quella precedentemente parte della capitale. La regione capitale di Hanoi (Vùng Thủ đô Hà Nội), che comprende la città e le sei provincie confinanti per una superficie di 13.436 chilometri quadrati ha circa 15 milioni di abitanti.
Il recente boom nel settore delle costruzioni ha comportato l'aumento di edifici moderni e grattacieli al di fuori della città vecchia. Gli edifici più alti sono l'Hanoi Landmark 72 e l'Hanoi Lotte Center. A seguito di proteste degli abitanti del centro città il governo ha vietato la costruzione di grattacieli attorno al lago Hoàn Kiếm e nel distretto di Ba Đình.

## Geografia fisica
Hanoi si trova sulla riva destra del fiume Rosso le cui acque scorrono verso il golfo del Tonchino, in cui sfocia con un ampio delta. La città si trova però a un'altitudine inferiore a quella del mare, fatto che la rende vulnerabile alle inondazioni. Il territorio di Hanoi è inoltre caratterizzato dalla presenza di innumerevoli laghi tra cui il centralissimo lago della Spada restituita e il vasto lago dell'Ovest, il più esteso della città.
La città ha conosciuto un'elevatissima crescita demografica nel corso del XX secolo e ha contribuito con il suo dinamismo economico alla trasformazione di un Vietnam essenzialmente agricolo in un Vietnam industriale e terziario. L'urbanizzazione e l'industrializzazione hanno tuttavia esercitato una crescente pressione sugli ecosistemi intorno e interni alla città, di cui uno degli esempi è l'alto inquinamento delle acque del fiume To Lich, affluente del fiume Rosso oggetto di studi del geografo Yves Duchère.

## Monumenti e luoghi d'interesse

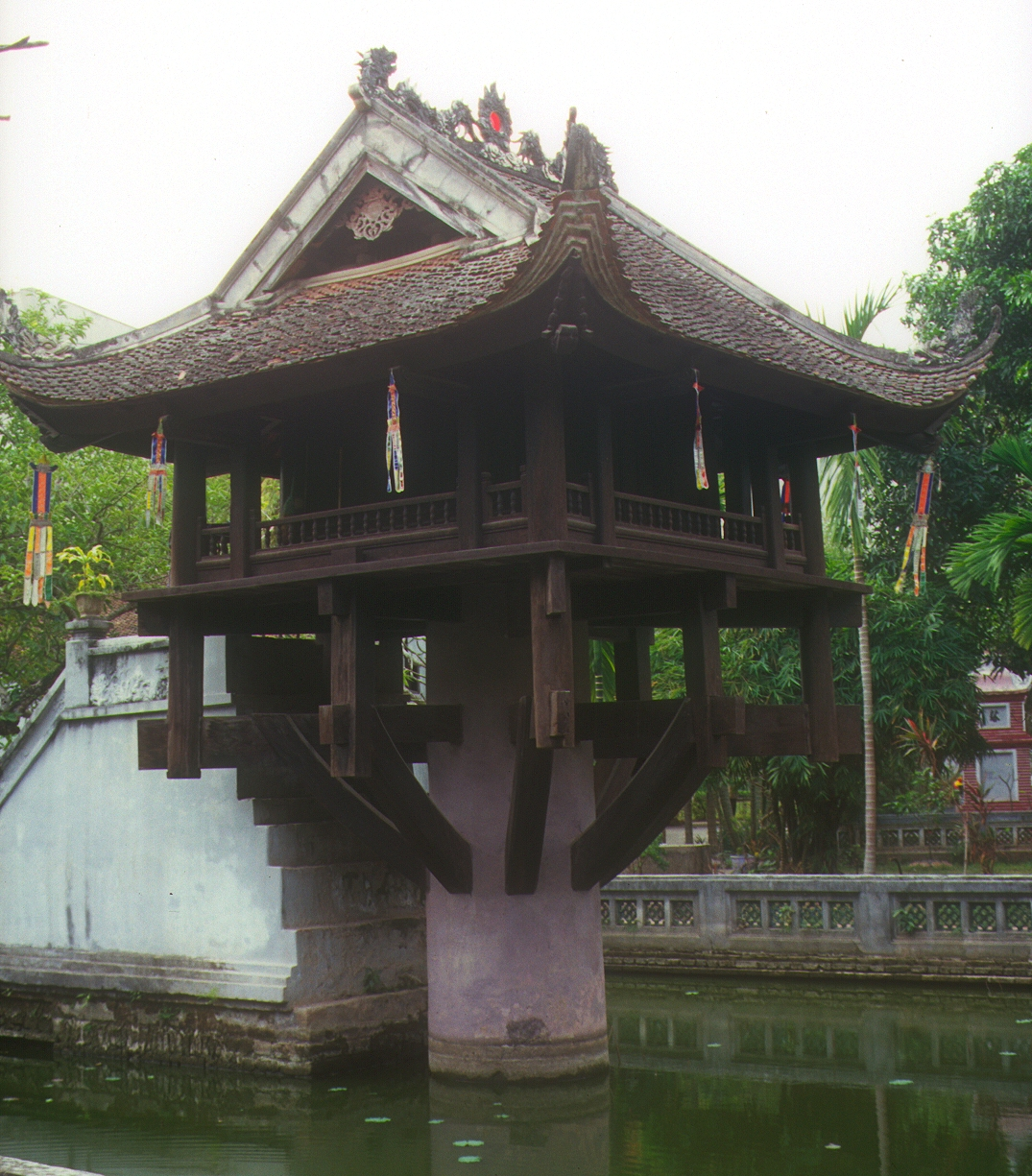
La Pagoda a pilastro unico

La città è ricca di edifici religiosi e di edifici e strutture in stile coloniale, lascito del colonialismo francese. Vanno ricordati:
- il lago della Spada restituita (Hoàn Kiếm);
- il mausoleo di Ho Chi Minh che custodisce il corpo imbalsamato del presidente;
- la Pagoda Ba Da;
- il Tempio della Letteratura (Văn Miếu) costruito nel 1070 (prima università vietnamita);
- la Chiesa di Sant'Antonio di Padova,
- il Palazzo presidenziale;
- il ponte Long Biên;
- la Pagoda a pilastro unico (Chùa Một Cột).

## Cultura

### Istruzione

#### Università

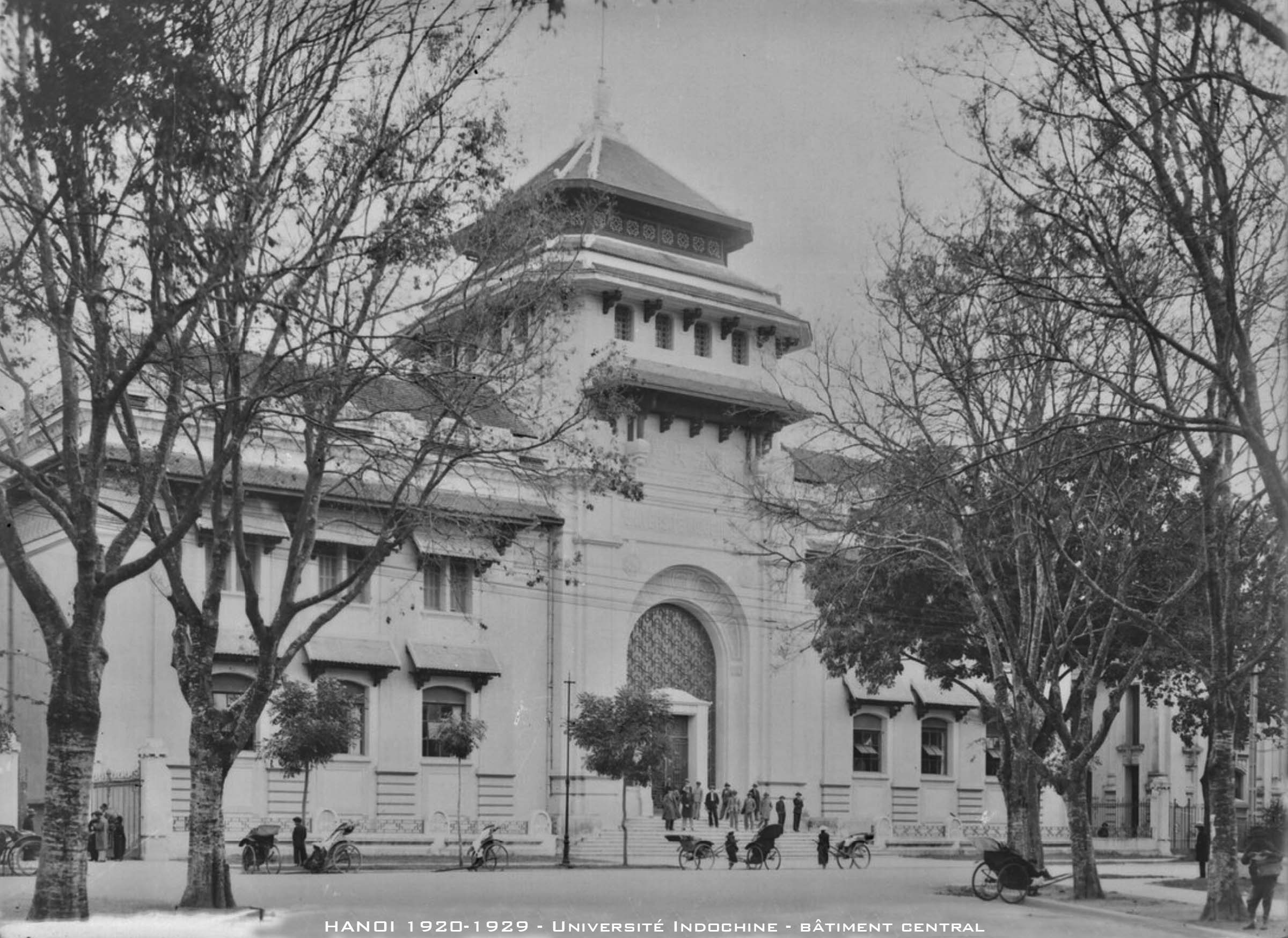
L'Indochina Medical College all'inizio del XX secolo, oggi è il Hanoi Medical University

Hanoi, in qualità di capitale dell'Indocina francese, ha ospitato le prime università in stile occidentale dell'Indocina, tra cui:
- Indochina Medical College (1902) - ora Hanoi Medical University
- Indochina University (1904) - ora Hanoi National University (la più grande)
- École Supérieure des Beaux-Arts de l'Indochine (1925) - ora Università di Belle Arti di Hanoi.
Dopo che il Partito Comunista del Vietnam prese il controllo di Hanoi nel 1954, furono costruite molte nuove università, tra cui l'Università della Tecnologia di Hanoi (Hanoi University of Science and Technology - HUST), che è ancora la più grande università tecnica del Vietnam. Recentemente l'Università di Lingue e Studi Internazionali (University of Languages and International Studies - ULIS) è stata valutata come una delle migliori università nel sud-est asiatico per le lingue e gli studi linguistici a livello universitario.
Hanoi è il più grande centro di istruzione in Vietnam. Si stima che il 62% degli scienziati in tutto il paese viva e lavori ad Hanoi. L'ammissione agli studi universitari avviene attraverso esami condotti annualmente e aperti a chiunque abbia completato con successo la propria istruzione secondaria. La maggior parte delle università di Hanoi è pubblica, anche se negli ultimi anni sono iniziate le attività di alcune università private.
- Foreign Trade University
- Hanoi University of Industry ("Haui", in vietnamita: Đại học Công nghiệp Ha Noi), fondata il 10 agosto 1898, è la più grande università tecnica in Vietnam.

## Geografia antropica

### Suddivisioni amministrative
Dal punto di vista amministrativo, Hanoi funge da città-provincia autonoma in seno alla Repubblica Socialista del Vietnam. Hanoi è dunque divisa in 12 distretti urbani, 1 cittadina e 17 distretti rurali.

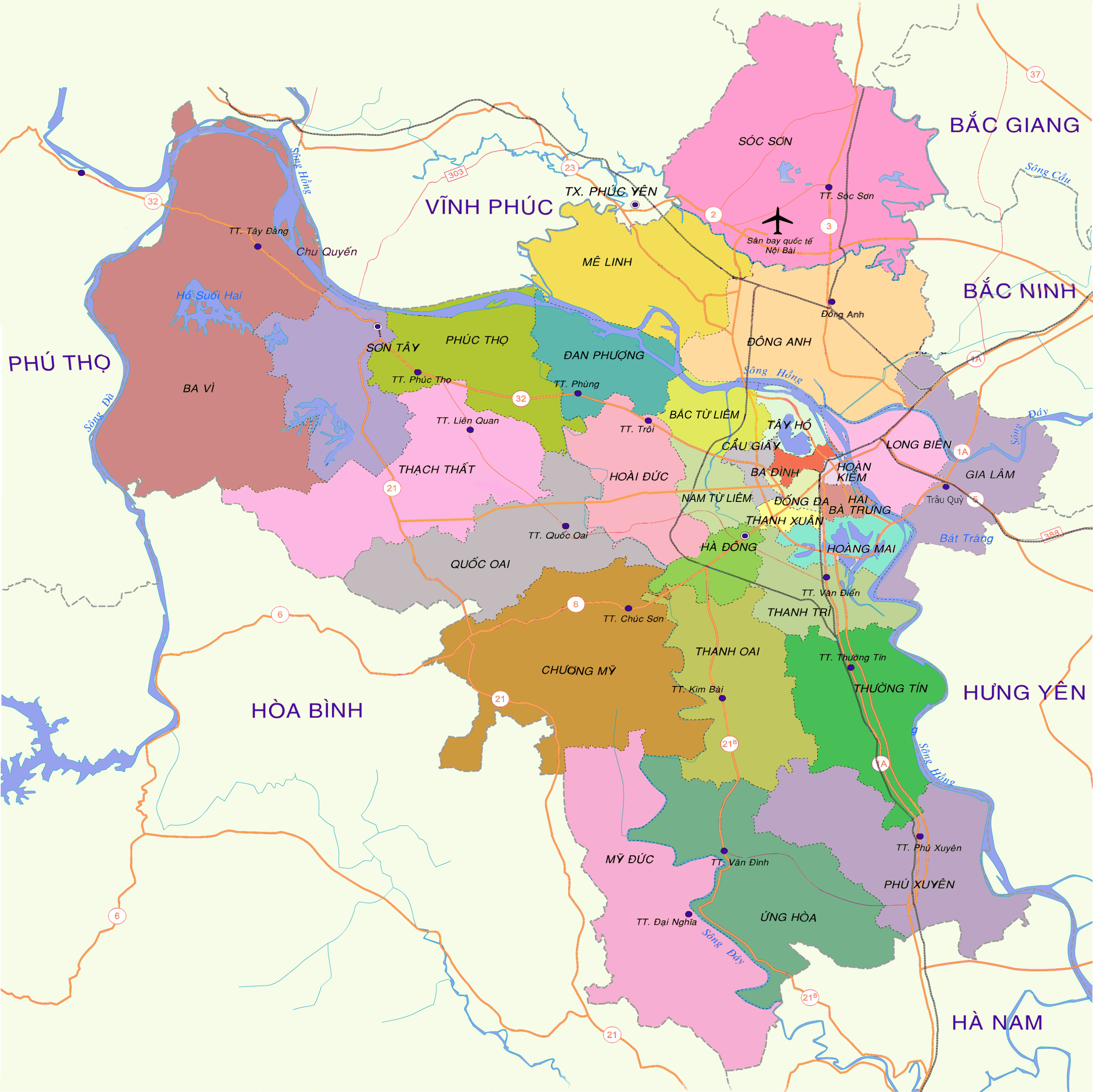
Suddivisioni amministrative di Hanoi

| Suddivisioni amministrative di Hanoi | Suddivisioni amministrative di Hanoi | Suddivisioni amministrative di Hanoi | Suddivisioni amministrative di Hanoi | Suddivisioni amministrative di Hanoi |
| Cittadine/Distretti                  | Quartieri                            | Superficie (km2)                     | Popolazione                          |                                      |
| ------------------------------------ | ------------------------------------ | ------------------------------------ | ------------------------------------ | ------------------------------------ |
| 1 cittadina (thị xã)                 |                                      |                                      |                                      |                                      |
| Sơn Tây                              | 15                                   | 113,474                              | 181 831                              |                                      |
| 12 distretti urbani (quận)           |                                      |                                      |                                      |                                      |
| Ba Đình                              | 14                                   | 9,224                                | 228 352                              |                                      |
| Bắc Từ Liêm                          | 13                                   | 43,35                                | 320 414                              |                                      |
| Cầu Giấy                             | 8                                    | 12,04                                | 147 000                              |                                      |
| Đống Đa                              | 21                                   | 9,96                                 | 352 000                              |                                      |
| Hai Bà Trưng                         | 20                                   | 14,6                                 | 378 000                              |                                      |
| Hà Đông                              | 17                                   | 47,917                               | 198 687                              |                                      |
| Hoàn Kiếm                            | 18                                   | 5,29                                 | 178 073                              |                                      |
| Hoàng Mai                            | 14                                   | 41,04                                | 216 277                              |                                      |
| Long Biên                            | 14                                   | 60,38                                | 170 706                              |                                      |
| Nam Từ Liêm                          | 10                                   | 32,27                                | 232 894                              |                                      |
| Tây Hồ                               | 8                                    | 24                                   | 115 163                              |                                      |
| Thanh Xuân                           | 11                                   | 9,11                                 | 185 000                              |                                      |
| Subtotale                            | 145                                  | 233,56                               | 2 178 258                            |                                      |
| 17 distretti rurali (huyện)          |                                      |                                      |                                      |                                      |
| Ba Vì                                | 31 + 1 città                         | 428,0                                | 265 000                              |                                      |
| Chương Mỹ                            | 30 + 2 città                         | 232,9                                | 271 761                              |                                      |
| Đan Phượng                           | 15 + 1 città                         | 76,8                                 | 124 900                              |                                      |
| Đông Anh                             | 23 + 1 città                         | 182,3                                | 276 750                              |                                      |
| Gia Lâm                              | 20 + 2 città                         | 114,0                                | 205 275                              |                                      |
| Hoài Đức                             | 19 + 1 città                         | 95,3                                 | 188 800                              |                                      |
| Mê Linh                              | 16 + 2 città                         | 141,26                               | 187 536 (2008)                       |                                      |
| Mỹ Đức                               | 21 + 1 città                         | 230,0                                | 169 999                              |                                      |
| Phú Xuyên                            | 26 + 2 città                         | 171,1                                | 181 500                              |                                      |
| Phúc Thọ                             | 25 + 1 città                         | 113,2                                | 154 800 (2001)                       |                                      |
| Quốc Oai                             | 20 + 1 città                         | 136,0 (2001)                         | 146 700 (2001)                       |                                      |
| Sóc Sơn                              | 25 + 1 città                         | 306,51                               | 254 000                              |                                      |
| Thạch Thất                           | 22 + 1 città                         | 128,1                                | 179 060                              |                                      |
| Thanh Oai                            | 20 + 1 città                         | 129,6                                | 142 600 (1999)                       |                                      |
| Thanh Trì                            | 15 + 1 città                         | 98,22                                | 241 000                              |                                      |
| Thường Tín                           | 28 + 1 città                         | 127,7                                | 208 000                              |                                      |
| Ứng Hòa                              | 28 + 1 città                         | 183,72                               | 193 731 (2005)                       |                                      |
| Subtotale                            | 399 + 22 città                       | 3 266,186                            | 3 872 851                            |                                      |
| Totale                               | 559 + 22 città                       | 3 344,47                             | 6 232 940                            |                                      |

## Infrastrutture e trasporti

### Strade

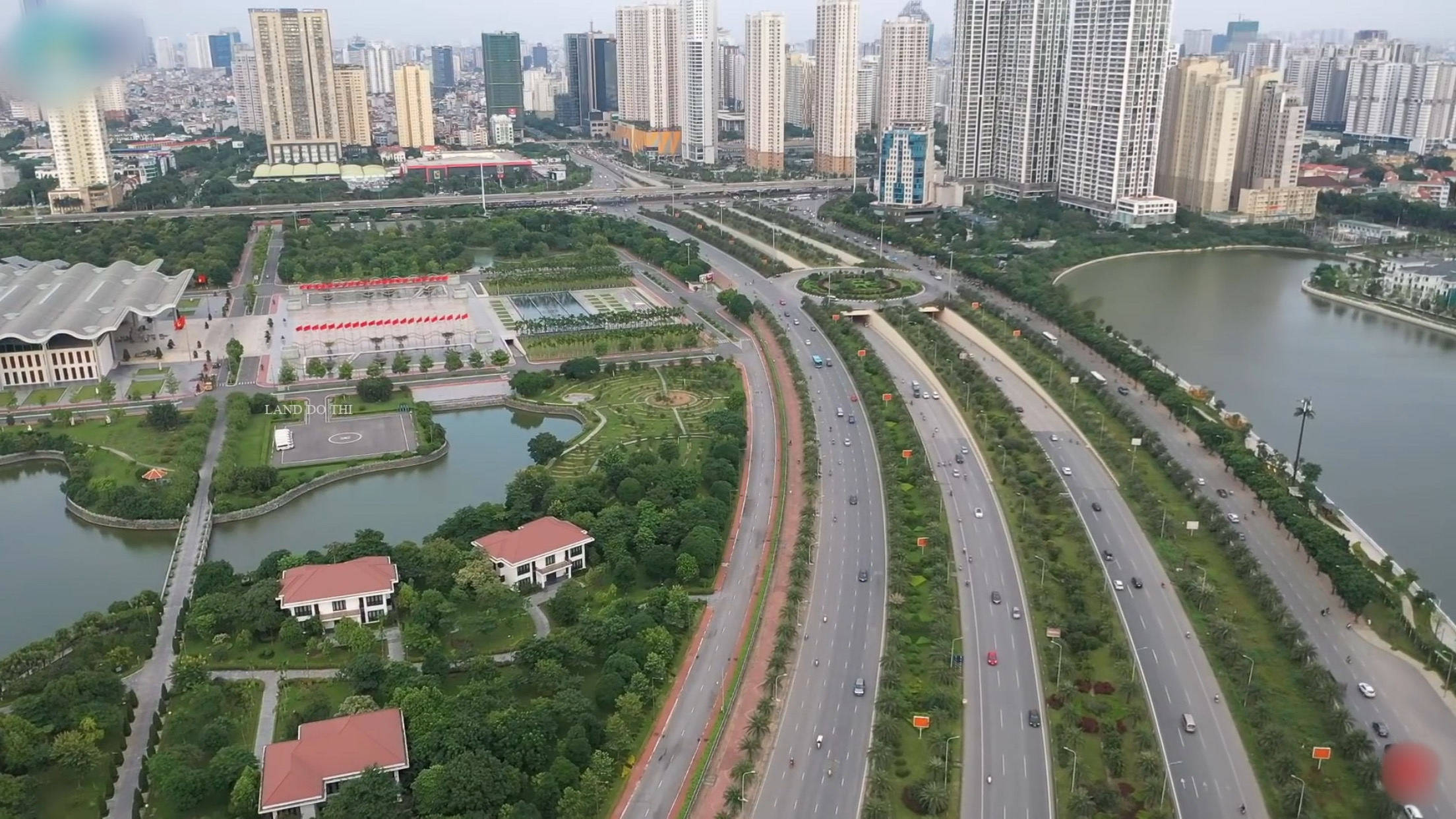
La CT.08 Hanoi-Hoa Binh.

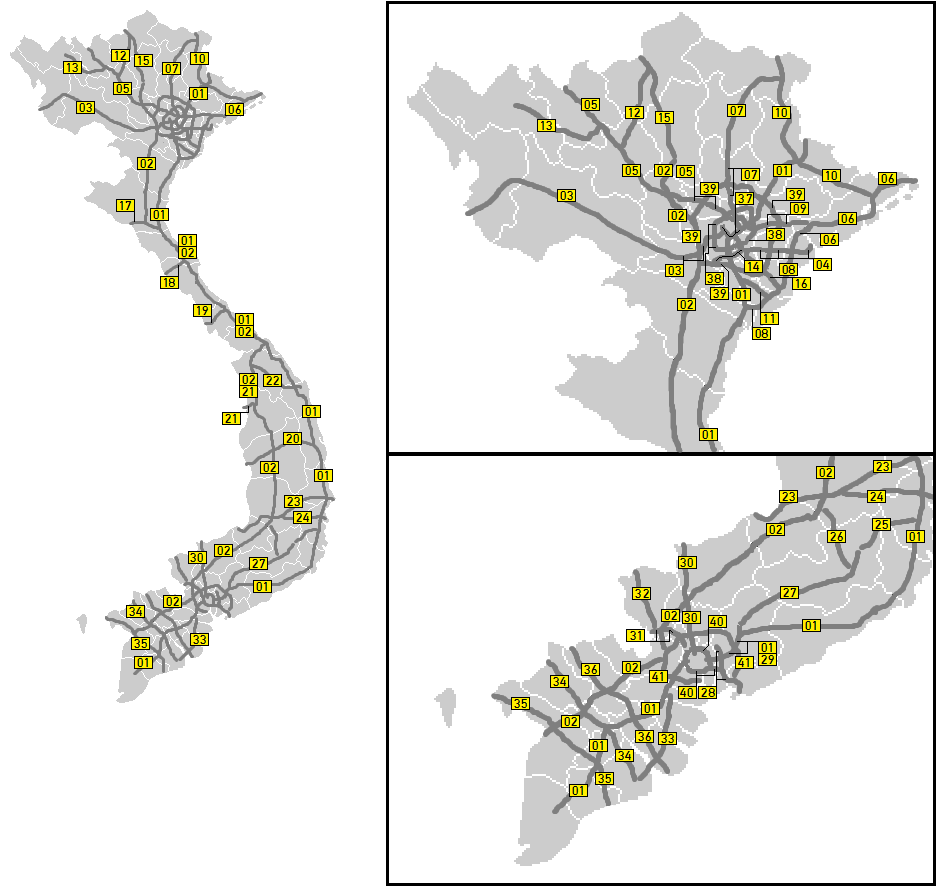

La città è al centro di un programma infrastrutturale teso a favorire lo sviluppo del corridoio economico Kunming-Hanoi-Haiphong. È collegata alla frontiera cinese dall'autostrada Nội Bài-Lào Cai e alla città portuale di Haiphong dall'autostrada Hanoi-Haiphong.
Nel decennio 2010- 2020 la capitale ha visto una notevole accelerata nella costruzione della propria rete autostradale con il completamento della 3ª tangenziale ed lavori per altre sette autostrade. Qua sotto la tabella con le autostrade al servizio dell'area metropolitana di Hanoi:
| Sigla | Autostrade al servizio di Hanoi          | Avanzamento lavori        |
| ----- | ---------------------------------------- | ------------------------- |
|       | Autostrada Nord-Sud dell'Est             | completa fino a Ninh Bình |
|       | Autostrada CT.03 - (Hanoi - Lạng Sơn)    | completa fino a Mai Sao   |
|       | Autostrada CT.04 - (Hanoi - Haiphong)    | completa                  |
|       | Autostrada CT.05 - (Hanoi - Lào Cai)     | completa                  |
|       | Autostrada CT.06 - (Hanoi - Móng Cái)    | completa fino a Bắc Ninh  |
|       | Autostrada CT.07 - (Hanoi - Thái Nguyên) | completa                  |
|       | Autostrada CT.08 - (Hanoi - Hoa Binh)    | completa                  |
|       | 3a Tangenziale di Hanoi                  | completa                  |
|       | 4a Tangenziale di Hanoi                  | in progetto               |

### Ferrovie
La città è il capolinea di molte tratte ferroviarie gestite dalle ferrovie del Vietnam. La stazione principale si trova nel distretto di Hoàn Kiếm, nel centro della città. Da qui partono i treni per Ho Chi Minh (Espresso della riunificazione) nel sud del paese che servono i principali centri abitati del paese ed impiegano poco più di 30 ore a coprire l'intera tratta di 1.726 chilometri. La stazione di Hanoi è anche capolinea di servizi per il porto di Haiphong e le città di Lao Cai e Đồng Đăng sul confine cinese.

### Mobilità urbana

#### Trasporti di superficie
Gli autobus sono attualmente l'unico mezzo di trasporto pubblico ad Hanoi, comprendendo più di 100 linee gestite dalla Transerco di proprietà statale e da diverse compagnie private che servono il centro città e le città nell'area metropolitana di Hanoi e collegano Hanoi con le province limitrofe.

#### Metropolitana
Due linee di metropolitana sono attualmente in costruzione, parte del progetto di rete metropolitana che arriverà a contare otto linee una volta completato.

### Aeroporti

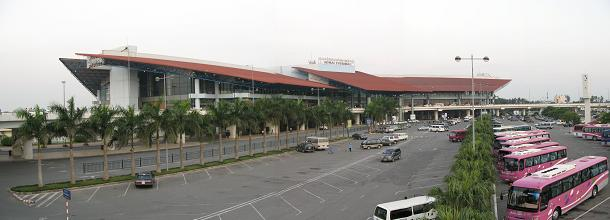
Aeroporto Internazionale Noi Bai

La città è servita dall'Aeroporto Internazionale Noi Bai, situato nel distretto di Soc Son, circa 15 chilometri a nord di Hanoi. Il nuovo terminal internazionale T2, aperto nel 2015 ha comportato un importante aumento di capacità e qualità dei servizi aeroportuali. Una nuova autostrada e un nuovo ponte sul fiume rosso sono stati inaugurati allo stesso tempo rendendo più facili e diretti i collegamenti con il centro città. L'aeroporto è servito da taxi e varie linee di autobus cittadine.

## Relazioni internazionali

### Gemellaggi
- Pechino, dal 1994[8]
- Varsavia, dal 2000